# Гордєйчук Катерина Іллівна
Катери́на Іллі́вна Гордєйчу́к (19 листопада 1950, село Студенок Глухівського району, Сумської області — 7 липня 2016) — доярка АТ «Широке» Сімферопольського району. Герой України.

## Біографічні відомості
Після школи переїхала в село Широке Сімферопольського району, працювала в колгоспі (тепер АТ).

## Нагороди
- Герой України (з врученням ордена Держави, 21 серпня 1999 року) «за досягнення найвищих у регіоні показників із надоїв молока, багаторічну сумлінну працю в сільському господарстві».